# Bambino (lody)
Bambino – lody w kształcie podłużnej kostki na drewnianym patyku, popularne w PRL-u.
Produkcję lodów „Bambino” rozpoczęto we wczesnych latach 60., gdy rząd Polski nabył duńskie maszyny do ich wytwarzania. Lody były produkowane przez wiele okręgowych spółdzielni mleczarskich w kilku smakach: śmietankowym, owocowym, kawowym oraz śmietankowe i owocowe w polewie czekoladowej. Nazwa lodów pochodzi od włoskiego wyrazu bambino, czyli dziecko.
Współcześnie wyrób o nazwie Lody Bambino produkuje łódzka spółdzielnia mleczarska Jogo (od 1968 roku). Podstawowym składnikiem produktu firmy Jogo jest śmietanka pasteryzowana.
Produkcja lodów w Zakładach Mleczarskich Starco ze Stargardu została zawieszona.